# Phoenix Jones
Pour les articles homonymes, voir Fodor et Jones.
Phoenix Jones, (Benjamin John Francis Fodor, né le 25 mai 1988 à Texas) est un américain, « superhéros » autoproclamé. De 2011 à 2014, il a été le leader d'un groupe de dix citoyens membres d'une patrouille de prévention du crime qui se font appeler the Rain City Superhero Movement (en), et qui opèrent à Seattle et Lynnwood, dans l'état de Washington. Initialement, il portait une cagoule et intervenait dans les assauts publics. Plus tard, il a continué de développer un costume complet et a adopté « Phoenix Jones » comme pseudonyme.
Il affirme que la meilleure façon d'éviter que la police le confonde avec un criminel est de porter un « supercostume », bien que la police locale ait exprimé la crainte que certains citoyens confondent ces personnes en costumes étranges avec des criminels. Il dit que tous les membres du Rain City Superhero Movement sont issus de l'armée ou du mixed martial arts et il ne tolère pas que d'autres personnes lambdas déguisées luttent contre la criminalité.

## Rapport des actions
- Le 2 janvier 2011, à Lynnwood, Phoenix Jones pourchasse et arrête le voleur d'une voiture dont le propriétaire est en état de choc. Ce dernier remerciera Phoenix Jones de nombreuses fois. Quelques jours plus tard, il empêchera un automobiliste ivre de prendre le volant. L'individu en état d'ébriété deviendra légèrement violent, mais l'incident est écarté[9].
- Le 24 septembre 2011, dans le quartier Belltown à Seattle, Phoenix Jones arrose avec un gaz poivre un homme qui tente de voler un bus. Le conducteur du bus distribuait des tracts quand le voleur a voulu s'emparer du bus. Jones a déclaré avoir utilisé son spray sur le voleur avant que celui-ci ne s'échappe, et ce dernier aurait eu sur le visage un aspect peau d'orange dû à la pulvérisation. Jones dit qu'il n'a reçu aucune aide de police de Seattle[10].
- Le 27 novembre 2011, à proximité du quartier Belltown de Seattle, Phoenix Jones et son équipe ont suivi un homme accusé d'avoir poignardé un autre homme. Ils ont empêché l'attaquant de fuir jusqu'à ce que la police de Seattle arrive.
- Le 6 janvier 2012, Phoenix Jones et son équipe arrêtent une bataille à la même place que la tuerie de la nouvelle année à Belltown[11].

## Position à propos des drogues
Lorsqu'on lui a demandé s'il arrêterait quelqu'un qui fume de la marijuana, il a répondu qu'il considérait cela comme n'étant pas prioritaire, et qu'il n'avait aucun problème avec les gens qui consomment des drogues, sauf envers les trafiquants de drogue qu'il souhaite voir « vendre ailleurs ».

## Blessures
Il rapporte avoir été poignardé par un homme avec un couteau alors qu'il tentait d'intervenir auprès d'un trafiquant de drogue et un citoyen, son costume était endommagé en partie et devait être réparé. Il a dit également à la police que son gilet pare-balles a contribué à stopper une balle au cours d'un incident à Tacoma.
En 2011, Il affirme avoir eu le nez cassé par un agresseur en tentant de rompre un combat, lorsque l'un des hommes a brandi une arme sur lui, tandis qu'un autre en profitait pour le frapper, lui brisant le nez. Cet incident n'a jamais été signalé à la police.

## Rain City Superhero Movement
En juillet 2011, la police a enregistre dix citoyens en costumes de super-héros qui patrouillent la ville, notamment Thorn, Buster Doe, Green Reaper, The Mantis, Gemini, No Name, Catastrophe, Thunder 88, Penelope et Phoenix Jones. Une personne utilisant le pseudonyme «Red Dragon» s'est également auto-identifiée comme membre du groupe. En mai 2014, Phoenix Jones a annoncé la dissolution du groupe en raison de problèmes de personnes, et a précisé qu'il opèrerait désormais en solo.

## Critique
Phoenix Jones a une relation difficile avec la police de Seattle et le procureur de la ville Pete Holmes (en) puisqu'ils le considèrent comme un « individu profondément fourvoyé ».

## Arrestation
En octobre 2011, il est arrêté pour l'investigation d'agression, après l'utilisation de poivre en pulvérisateur afin d'arrêter une bataille. Il passe approximativement sept heures de prison avant de payer 3800 $ pour sa libération. Aucune accusation n'est déposée et l'affaire est abandonnée dans le mois.

### Identité
Même si les procureurs n'ont pas émis d'accusations, il est apparu en cour en portant son costume noir et gris avec un chandail avec barre par-dessus le 13 octobre 2011. Un officier de la cour demanda à Jones d'enlever son masque et il accepta, avant de remettre celui-ci par la suite pendant l'audience. Il a ensuite parlé avec les journalistes et encore une fois enlevé son masque afin de révéler sa réelle identité : Benjamin (Ben) Fodor. Fodor affirma qu'il continuerait de patrouiller la ville:

« Je vais continuer à patrouiller avec mon équipe, sans doute ce soir (13 octobre 2011). En plus d'être Phoenix Jones, je suis Ben Fodor, père et frère. Je suis comme tout le monde. La seule différence, c'est que j'essaie d'arrêter le crime dans mon voisinage et tout autour aussi. Je crois que je dois regarder vers l'avenir et voir ce que je peux faire pour aider la ville. »

## Arts martiaux mixtes

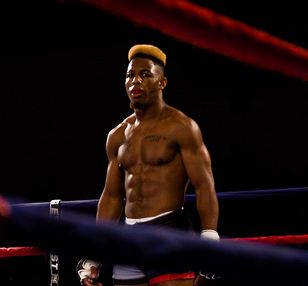
Benjamin Fodor "Fear the Flattop" lors d'un événement de MMA.

### Carrière amateur
Ben Fodor a commencé sa carrière amateur d'Arts martiaux mixtes en décembre 2006. Durant les quatre années suivantes, il détient un record de 15 victoires et 2 défaites en tant qu'un lutteur amateur.

### Carrière professionnelle
Fodor a fait ses débuts professionnels d'Arts martiaux mixtes en novembre 2013 pour la promotion Cage Warrior Combat basée à son État américain natal de Washington. Il est également le frère adoptif du vétéran Caros Fodor aux 2 organisations de Strikeforce et de l'UFC.
Le 11 mars 2015, il annonce qu'il avait signé un contrat exclusif à la World Series of Fighting. Le 10 avril 2015, il fait ses débuts aux WSOF 20 en choisissant son pseudonyme « Phoenix Jones ». Il affronte Emmanuel Walo et il perd le combat sous la décision unanime, sa première défaite dans sa carrière professionnelle, repartant avec un bilan de 5 victoires, 1 nul et 1 défaite. Le 18 septembre 2015, il remporte avec une rare victoire en défaisant le lutteur Roberto Yong à la World Series of Fighting 23 : Gaethje vs. Palomino II.

## Vie privée
Né au Texas, lorsque ses parents sont accusés d'être des toxicomanes, il est envoyé à l'orphelinat. À l’âge de neuf ans, il est adopté par une famille à Seattle. Devenu adulte, il a probablement coupé totalement les ponts avec ses parents biologiques.
Présentement, il s'est marié à « Purple Reign », le nom d'une justicière faisant partir du membre du Rain City Superhero Movement et il est le père de son petit garçon, Aaron. Il était, autrefois, éducateur pour enfants autistes.